# Judy-Lynn del Rey
Pour les articles homonymes, voir Del Rey.
Judy-Lynn Benjamin, dite Judy-Lynn del Rey, née le 26 janvier 1943 et morte le 20 février 1986, est une éditrice de science-fiction.

## Biographie
Atteinte de nanisme à la naissance, Judy-Lynn Benjamin commence par travailler pour le magazine Galaxy Science Fiction en 1965 dont elle est chef d'édition de juillet 1969 à juillet 1971.
Amie de Lester del Rey, elle se marie avec lui après la mort de sa troisième femme. Elle rejoint Ballantine Books en 1973 pour redynamiser la publication d'ouvrages de science-fiction, éditant son premier best-seller l'année suivante, Rendez-vous avec Rama de Arthur C. Clarke. Elle fait ensuite venir chez Ballantine Lester Del Rey pour lancer Del Rey Books. Comme éditrice, elle était réputée pour ses liens avec les auteurs. Isaac Asimov la décrivait comme « Incroyablement intelligente », « à l'esprit vif » et « globalement reconnue (en particulier par moi) comme l'une des meilleurs éditrices du domaine ».
Elle rédige la novélisation de Star Wars de George Lucas un an avant la sortie du film. Le roman se vend à 4,5 millions d'exemplaires en cinq mois.
Victime d'une hémorragie cérébrale en octobre 1985, elle meurt quelques mois plus tard. En 1986, elle est lauréate du prix Hugo à titre posthume dans la catégorie du meilleur éditeur professionnel, mais Lester del Rey le refuse en son nom, expliquant qu'elle aurait refusé un prix donné uniquement parce qu'elle venait de mourir.